# Ličko Novo Selo
Ličko Novo Selo je mjesto u Osječko-baranjskoj županiji. 

## Upravna organizacija
Upravnom je organizacijom u sastavu općine Đurđenovca.

## Promet
Nalazi se južno od željezničke prometnice Virovitica-Slatina-Našice, nasuprot Gabrilovcu.

## Stanovništvo
| broj stanovnika |       |       |       |       |       |       |       | 248   | 228   | 272   | 287   | 240   | 161   | 133   | 118   | 96    | 78    |
|                 | 1857. | 1869. | 1880. | 1890. | 1900. | 1910. | 1921. | 1931. | 1948. | 1953. | 1961. | 1971. | 1981. | 1991. | 2001. | 2011. | 2021. |

Iskazuje se kao dio naselja od 1931., a kao naselje od 1948.

## Vanjske poveznice
- http://www.djurdjenovac.hr/